# 獵潛艦

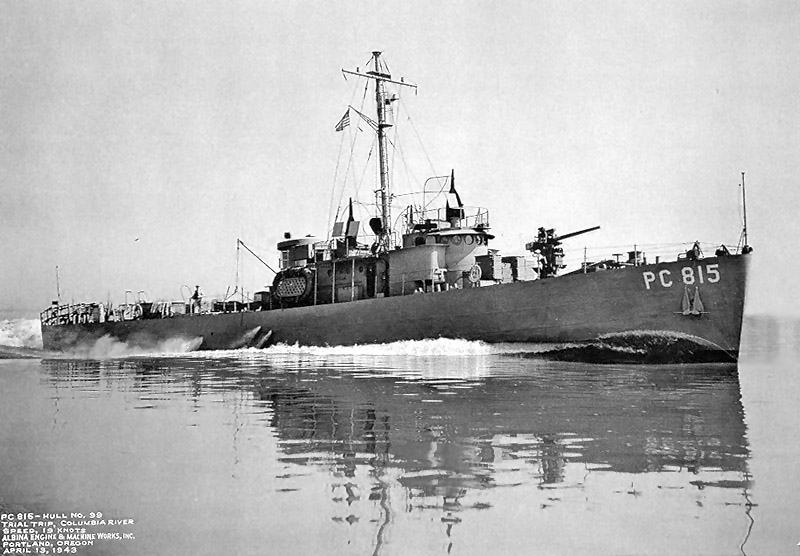
美国PC-815猎潜艇，二战时期装备。

獵潛艦（英語：Submarine chaser），又稱驅潛艦、反潜护卫艇，是海军小型反潜作战船只。主要装备是舰炮、高射炮、機炮、深水炸弹、刺蝟炮、机枪與主动声纳，特别是二战时期的獵潛艦往往要顾及与潜艇的甲板炮展开炮战。
二战时期，美国海军的獵潛艦型号以PC开头，意指“近岸巡逻船”（Patrol, Coastal）。大量装备给美国海岸警卫队，护卫离开美国港口的商船不被德國海軍的U型潛艇伏击。太平洋战争中，美国獵潛艦用于登陆战、联络（courier）与护航。
日本海军在二战时有约250艘獵潛艦，主要是200艘第一號型獵潛艦。
二战后，美国海军淘汰了獵潛艦，取而代之的是护卫舰、巡防舰、驱逐舰。